# Epigrammatische Oden (Hölderlin)
Epigrammatische Oden ist eine 1969 von der historisch-kritischen Stuttgarter Ausgabe eingeführte Bezeichnung für 22 kurze, Mitte 1798 geschriebene Oden Friedrich Hölderlins. Andreas Thomasberger rechnet sie im Hölderlin-Handbuch zur „Phase 2“ von Hölderlins Odendichtung. Sie umfassen nur eine Strophe (sechs Oden), zwei Strophen (zwölf Oden), drei Strophen (drei Oden) oder vier Strophen (eine Ode).

## Entstehung und Überlieferung
Hölderlin unterrichtete seit Januar 1796 als Hauslehrer den Sohn des Frankfurter Kaufmanns Jakob Friedrich Gontard-Borkenstein (1764–1843). Die Atmosphäre im Hause Gontard war mittlerweile gespannt, wohl weil dem Hausherrn die Zuneigung zwischen Hölderlin und seiner Ehefrau Susette, von Hölderlin „Diotima“ genannt, nicht verborgen geblieben war. Ende September 1798 kam es zum Eklat. Hölderlin verließ Frankfurt und zog auf Rat seines Freundes Isaak von Sinclair nach Homburg vor der Höhe. Im Juni 1800 kehrte er in seine schwäbische Heimat zurück, zunächst nach Nürtingen, wo die Mutter und Schwester lebten, dann nach Stuttgart.
Schon zur Zeit seines Besuchs der höheren Klosterschule in Maulbronn 1786 bis 1788 und des Tübinger Stifts 1788 bis 1793 hatte Hölderlin Oden gedichtet – die „Phase 1“ seiner Odendichtung. Es folgten die großen Hymnen, die sich noch in den Beginn seiner Frankfurter Zeit fortsetzten, so die in mehreren Fassungen überlieferte Hymne Diotima. Dann aber wandte er sich anderen Formen zu, vor allem Oden in antiken Versmaßen. Zuerst waren sie kurz, ein- bis vierstrophig, lakonisch knapp, epigrammartig, eben die „epigrammatischen Oden“, elf in asklepiadeischem, zehn in alkäischem, eine, An ihren Genius, im Versmaß des Epigramms, in Distichen. Im Juni und August 1798 schickte Hölderlin 18 der Gedichte in zwei Sammelhandschriften an seinen Freund Christian Ludwig Neuffer für dessen Taschenbuch für Frauenzimmer von Bildung. Neuffer publizierte sie in den Jahrgängen 1799 und 1800, einige mit „Hölderlin“ unterschrieben, andere mit „Hillmar“; das Pseudonym stammt von Hölderlin selbst. Die vier weiteren Oden (die letzten vier der Tabelle) schickte Hölderlin am 30. Juni 1798 an Friedrich Schiller. Zwei nahm Schiller in seinen Musen-Almanach für das Jahr 1799 auf; Dem Sonnengott und Vanini wurden erst nach Hölderlins Tod gedruckt.
Ab Herbst 1798, noch in Homburg oder schon in Stuttgart, dichtete Hölderlin umfangreichere Oden, „Phase 3“ der Odendichtung nach Thomasberger. Darunter waren so bedeutende wie Des Morgens, Abendphantasie und Der Main. In dieser Zeit hat Hölderlin auch neun der epigrammatischen Oden erweitert.
Die Handschriften sind bis auf Ehmals und jetzt, Lebenslauf, Die Kürze, Sokrates und Alcibiades, An unsre grossen Dichter und Vanini verloren.
Zu den „epigrammatischen Oden“ gehören:
| Gedicht                    | Strophenzahl | Versmaß        | Unterschrift | Erstdruck                                                     | Seite | Spätere Erweiterung unter dem Titel |
| -------------------------- | ------------ | -------------- | ------------ | ------------------------------------------------------------- | ----- | ----------------------------------- |
| Das Unverzeihliche         | 1            | asklepiadeisch | Hillmar      | Neuffers Taschenbuch 1799                                     | 5     | Die Liebe                           |
| Ehmals und Jetzt           | 1            | alkäisch       | Hölderlin    | Neuffers Taschenbuch 1799                                     | 17    |                                     |
| Die Liebenden              | 1            | asklepiadeisch | Hillmar      | Neuffers Taschenbuch 1799                                     | 67    | Der Abschied                        |
| An die Deutschen           | 2            | asklepiadeisch | Hölderlin    | Neuffers Taschenbuch 1799                                     | 68    | An die Deutschen                    |
| Ihre Genesung              | 3            | asklepiadeisch | Hillmar      | Neuffers Taschenbuch 1799                                     | 89    | Ihre Genesung                       |
| An die jungen Dichter      | 2            | asklepiadeisch | Hölderlin    | Neuffers Taschenbuch 1799                                     | 112   |                                     |
| Lebenslauf                 | 1            | asklepiadeisch | Hölderlin    | Neuffers Taschenbuch 1799                                     | 158   | Lebenslauf                          |
| An ihren Genius            | 1            | Distichen      | Hölderlin    | Neuffers Taschenbuch 1799                                     | 161   |                                     |
| Die Kürze                  | 2            | asklepiadeisch | Hölderlin    | Neuffers Taschenbuch 1799                                     | 163   |                                     |
| An die Parzen              | 3            | alkäisch       | Hölderlin    | Neuffers Taschenbuch 1799                                     | 166   |                                     |
| Abbitte                    | 2            | asklepiadeisch | Hillmar      | Neuffers Taschenbuch 1799                                     | 168   |                                     |
| Der gute Glaube            | 1            | asklepiadeisch | Hillmar      | Neuffers Taschenbuch 1799                                     | 175   |                                     |
| Diotima                    | 2            | alkäisch       | Hölderlin    | Neuffers Taschenbuch 1799                                     | 274   | Diotima                             |
| Die Heimath                | 2            | alkäisch       | Hillmar      | Neuffers Taschenbuch 1799                                     | 304   | Die Heimath                         |
| Menschenbeifall            | 2            | asklepiadeisch | Hillmar      | Neuffers Taschenbuch 1800                                     | 131   |                                     |
| Stimme des Volks           | 2            | alkäisch       | Hölderlin    | Neuffers Taschenbuch 1800                                     | 205   | Stimme des Volks                    |
| Sonnenuntergang            | 2            | alkäisch       | Hölderlin    | Neuffers Taschenbuch 1800                                     | 245   |                                     |
| Die scheinheiligen Dichter | 2            | alkäisch       | Hölderlin    | Neuffers Taschenbuch 1800                                     | 280   |                                     |
| Sokrates und Alcibiades    | 2            | asklepiadeisch | Hölderlin    | Schillers Musenalmanach 1799                                  | 47    |                                     |
| An unsre grossen Dichter   | 2            | alkäisch       | Hölderlin    | Schillers Musenalmanach 1799                                  | 209   | Dichterberuf                        |
| Dem Sonnengott             | 4            | alkäisch       |              | Christoph Schwab: Friedrich Hölderlin’s Sämmtliche Werke 1846 | 27    |                                     |
| Vanini                     | 3            | alkäisch       |              | Vierteljahrsschrift für Literaturgeschichte 1891              | 608   |                                     |

Die Oden in Neuffers Taschenbuch brachten Hölderlin die erste bedeutende Anerkennung durch einen Kritiker von Rang, August Wilhelm Schlegel in der Allgemeinen Literaturzeitung: „Hölderlins wenige Beiträge aber sind voll Geist und Seele, und wir sezen gern zum Belege ein paar davon hierher.“ Schlegel druckt dann An die Deutschen und An die Parzen und fährt fort: „Diese Zeilen lassen schliessen, daß der Vf. ein Gedicht von größerem Umfange mit sich umherträgt, wozu wir ihm von Herzen jede äußere Begünstigung wünschen, da die bisherigen Proben seiner Dichteranlagen und selbst das hier ausgesprochene erhebende Gefühl ein schönes Gelingen hoffen lassen.“